# Bolesław Szarecki
Bolesław Szarecki (ur. 1874 w Mińsku, zm. 23 lutego 1960 w Warszawie) – polski wojskowy lekarz-chirurg, generał dywizji Wojska Polskiego, szef Departamentu Służby Zdrowia MON, Naczelny Chirurg WP (1949–1957), profesor nauk medycznych, prezes Polskiego Związku Łowieckiego (1946–1953).

## Życiorys

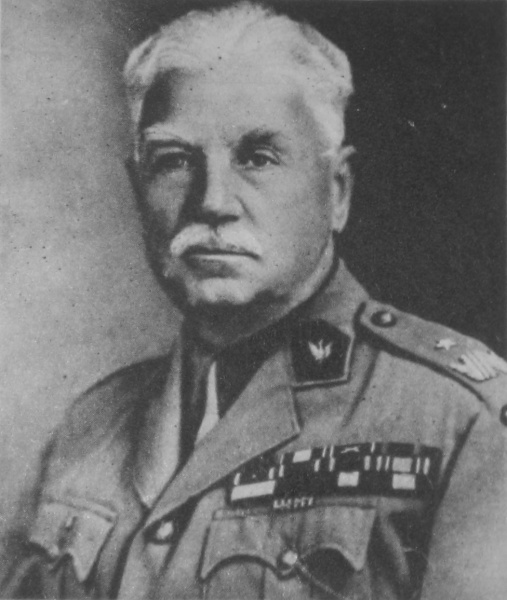
gen. bryg. Bolesław Szarecki w 1944

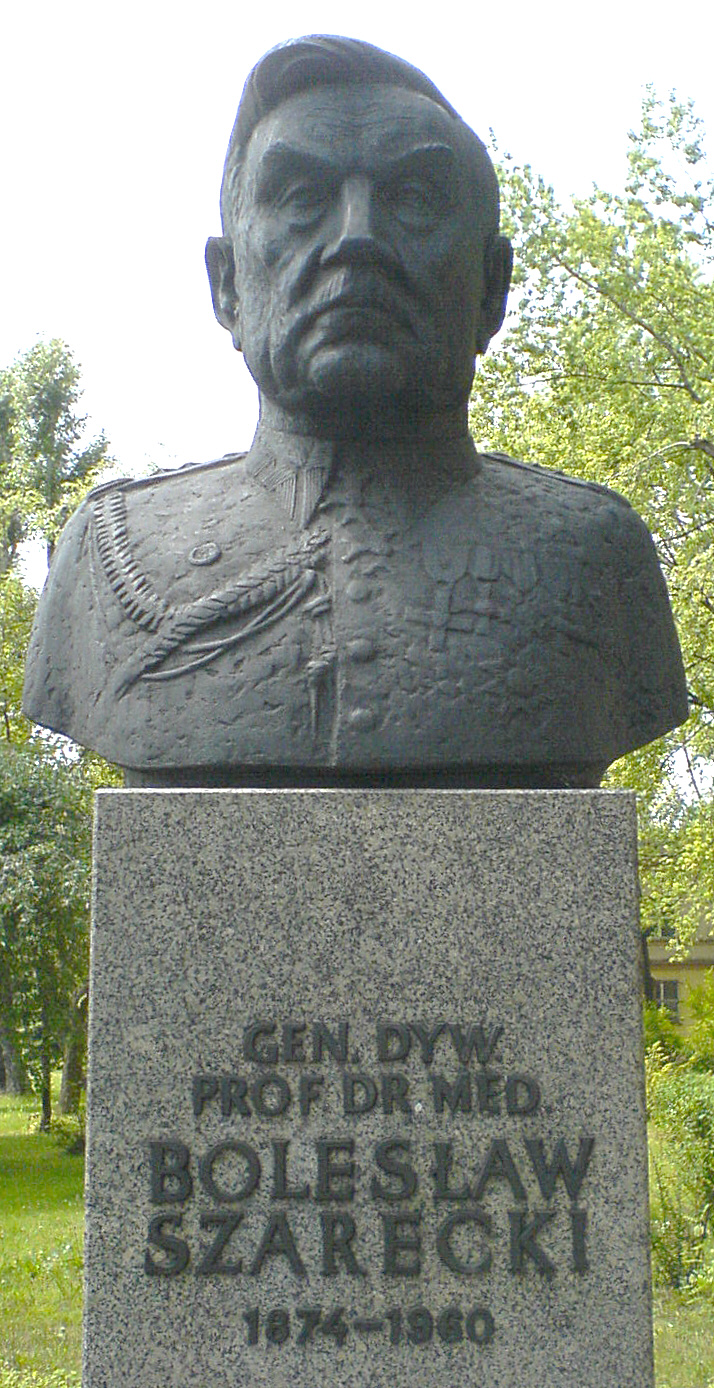
Popiersie gen. Bolesława Szareckiego na terenie Uniwersytetu Medycznego w Łodzi (d. Wojskowa Akademia Medyczna)

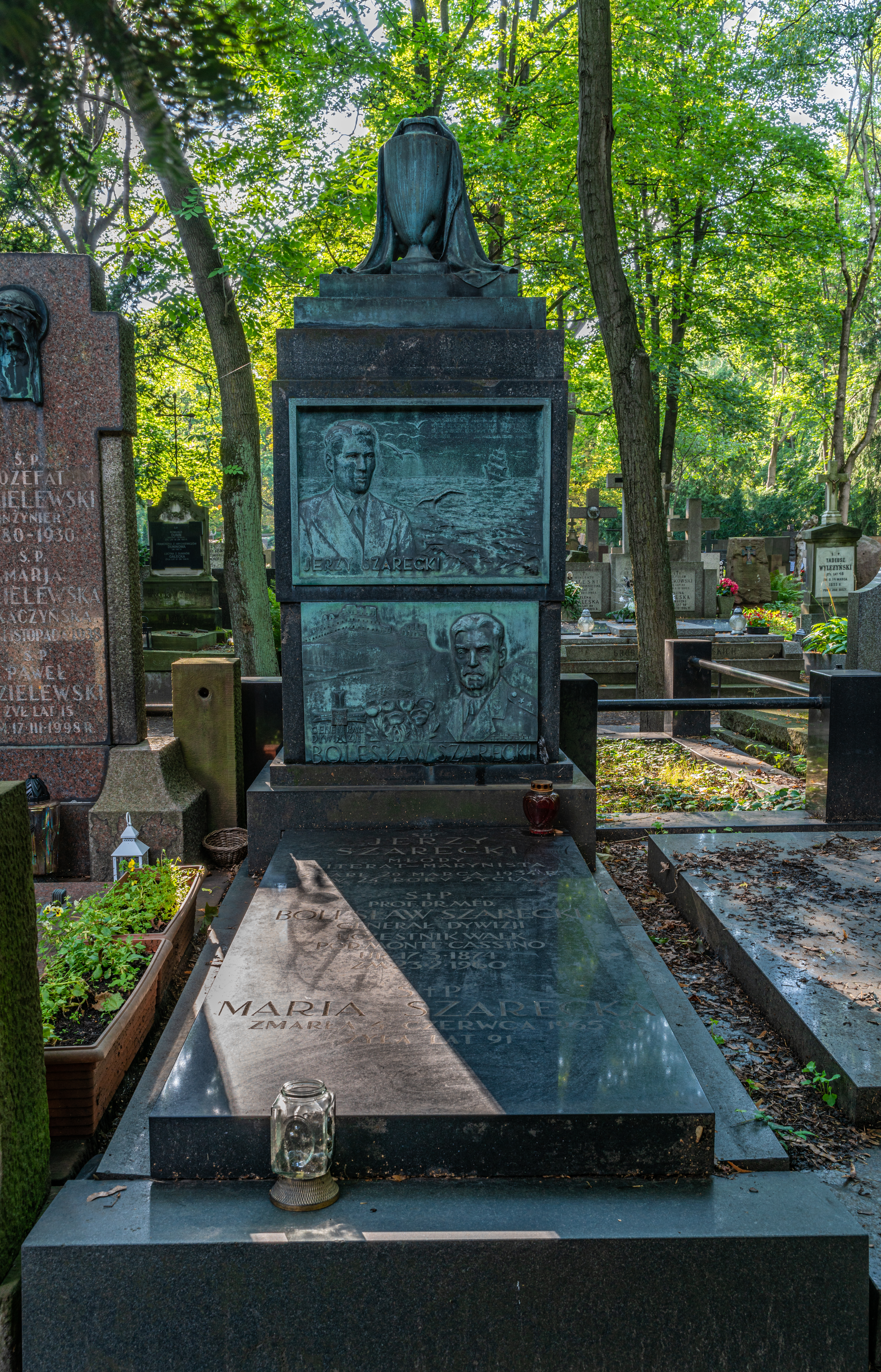
Grób gen. Bolesława Szareckiego na cmentarzu Powązkowskim w Warszawie

Był synem Jerzego i Karoliny z Podzielskich. Pochodził z rodziny polskiego kolejarza. Ukończył w 1904 Wydział Lekarski Cesarskiego Uniwersytetu Charkowskiego. W tym samym roku został powołany do armii carskiej i skierowany na front rosyjsko-japoński, pełniąc obowiązki chirurga w pociągu sanitarnym. Następnie podjął pracę w klinice chirurgicznej charkowskiego uniwersytetu, gdzie się doktoryzował i habilitował.
W czasie I wojny światowej został ponownie zmobilizowany i pełnił obowiązki chirurga-konsultanta Czerwonego Krzyża. W 1919 powrócił do Polski i został powołany do Wojska Polskiego. Objął stanowisko ordynatora oddziału chirurgicznego w 1 Szpitalu Okręgowym, a następnie w Głównym Szpitalu Wojskowym.
W czasie wojny polsko-bolszewickiej w 1920 współorganizował zabezpieczenie medyczne działań bojowych. Został awansowany do stopnia pułkownika ze starszeństwem z dniem 1 stycznia 1928. W tej randze w 1933 przeszedł w stan spoczynku.
W sierpniu 1939 na własną prośbę został zmobilizowany. Po wybuchu II wojny światowej, w czasie kampanii wrześniowej pełnił obowiązki chirurga w 104 Szpitalu Wojennym. Po agresji ZSRR na Polskę został aresztowany przez Sowietów. Był przetrzymywany początkowo w obozie w Putywlu, skąd 1 listopada 1939 przewieziony został do Kozielska, po 1940 był osadzony w obozie jenieckim NKWD w Griazowcu. Do 1941 przebywał w sowieckich obozach. W 1941 wstąpił do organizowanej na terenach ZSRR przez generała Władysława Andersa Armii Polskiej w ZSRR i został mianowany generałem brygady oraz szefem Służby Zdrowia Armii. Wraz z armią przetransportowany został na Bliski Wschód a następnie do Włoch, gdzie po przeformowaniu jej na 2 Korpus Polski, został jego Naczelnym Chirurgiem i Inspektorem Szpitalnictwa.
Jako chirurg (miał wtedy 70 lat) przez dwie doby operował i kierował pracą Głównego Punktu Opatrunkowego, podczas najbardziej krwawych walk bitwy o Monte Cassino w 1944, a jego postać została uwieczniona w wielu wspomnieniach z tamtego okresu, m.in. przez Melchiora Wańkowicza, kpt. dr. Adama Majewskiego oraz jego adiutanta kpt. dr. Bolesława Rutkowskiego.
W końcu 1945 jako pierwszy generał Polskich Sił Zbrojnych powrócił do Polski (władze brytyjskie udzieliły mu wizy wyjazdowej dopiero po przeprowadzeniu przez niego głodówki). W latach 1945–1949 pełni funkcję zastępcy, a następnie szefa Departamentu Służby Zdrowia Ministerstwa Obrony Narodowej. W latach 1949–1957 piastował stanowisko Naczelnego Chirurga WP.
Gen. dyw. prof. dr med. Bolesław Szarecki był organizatorem wojskowej służby zdrowia w powojennym Wojsku Polskim, autorem kilku podręczników z zakresu chirurgii wojennej, oraz szeregu prac z tej dziedziny. W uznaniu jego zasług w 1975 nadano jego imię Wojskowej Akademii Medycznej w Łodzi.
Gen. Bolesław Szarecki był zapalonym myśliwym i wieloletnim działaczem Polskiego Związku Łowieckiego. Od 1936 wchodził w skład władz związku, a od czerwca 1946 do marca 1953 pełnił funkcję prezesa. W 1948 otrzymał wysokie odznaczenie łowieckie „Złom”, w listopadzie 1953 I Krajowy Zjazd Delegatów Polskiego Związku Łowieckiego nadał mu tytuł członka honorowego PZŁ.
Został pochowany na cmentarzu Powązkowskim (kwatera 196-5-22).

## Życie prywatne
Mieszkał w Warszawie. Od 1905 żonaty z Marią Mewius z domu Zarubin (zm. 1965). Miał syna Jerzego (1910–1934), literata.

## Ordery i odznaczenia
- Krzyż Srebrny Orderu Wojennego Virtuti Militari (1944) nr 8536[8]
- Krzyż Komandorski z Gwiazdą Orderu Odrodzenia Polski (1949)
- Krzyż Komandorski Orderu Odrodzenia Polski (10 listopada 1938)[9]
- Order Krzyża Grunwaldu III klasy (16 lipca 1946)[10]
- Krzyż Oficerski Orderu Odrodzenia Polski (9 listopada 1932)[11]
- Złoty Krzyż Zasługi z Mieczami
- Złoty Krzyż Zasługi (29 kwietnia 1925)[12]
- Krzyż Pamiątkowy Monte Cassino (1945)
- Odznaka „Za wzorową pracę w służbie zdrowia” (12 października 1953)[13]
- Odznaka Honorowa PCK I stopnia (dwukrotnie, 1949 i 1959)
- Odznaka Honorowa „Złom” (Polski Związek Łowiecki)
- Oficer Orderu Legii Honorowej (Francja)[14]
- Krzyż św. Jerzego (Rosja, 1904)
- Krzyż Wybitnej Służby (Wielka Brytania)

## Upamiętnienie
22 lutego 1980 w Warszawie jednej z ulic na terenie obecnej dzielnicy Bemowo zostało nadanie imię gen. Bolesława Szareckiego. 